# 27 iunie
ianuarie • februarie • martie  • aprilie  • mai  • iunie  • iulie  • august  • septembrie  • octombrie  • noiembrie  • decembrie
27 iunie este a 178-a zi a calendarului gregorian și a 179-a zi în anii bisecți. Mai sunt 187 de zile până la sfârșitul anului.

## Evenimente
- 1709: Țarul Petru cel Mare îl învinge pe Carol al XII-lea al Suediei în bătălia de la Poltava.
- 1844: Joseph Smith, fondatorul și primul profet al Mormonismuliu, este asasinat în Carthage, Illinois, în timpul campaniei electorale pentru a devenit candidat la președinție din Statele Unite.
- 1913: România declară război Bulgariei, intrând în Al Doilea Război Balcanic, alături de Grecia, Serbia, Muntenegru și Turcia.
- 1943: A fost inaugurat, în Cișmigiu, ansamblul de statui „Rondul Roman", reprezentând busturile unor scriitori de seamă ai literaturii române.
- 1950: Președintele american Harry S. Truman a ordonat forțelor militare aeriene să intervină în războiul dintre Coreea de Nord și Coreea de Sud.
- 1954: Prima centrală nucleară a fost inaugurată la Obninsk, în apropiere de Moscova, Uniunea Sovietică.
- 1967: Primul ATM (bancomat) din lume e instalat în Enfield, Londra.
- 1968: La Praga are loc „manifestul celor 2.000 de cuvinte", redactat de un grup de intelectuali, care cer instituirea unui regim liberal.
- 1977: Djibouti devine independentă de Franța.
- 1989: În mod simbolic, miniștrii de externe al Austriei, Alois Mock și Ungariei, Gyula Horn taie la Sopron, între țările lor gardul de frontieră.
- 1991: Slovenia, care își declarase independența cu două zile în urmă, este invadată de trupele iugoslave.
- 2007: Tony Blair, prim-ministru al Regatului Unit, se retrage după zece ani din funcție. Succesorul lui devine Gordon Brown.

## Nașteri
- 1462: Regele Ludovic al XII-lea al Franței (d. 1515)
- 1550: Regele Carol al IX-lea al Franței (d. 1574)
- 1840: Samson Bodnărescu, poet român (d. 1902)
- 1872: Heber Doust Curtis, astronom american (d. 1942)
- 1877: Charles Glover Barkla, fizician englez, laureat al Premiului Nobel (d. 1944)
- 1884: Gaston Bachelard, filozof și critic literar francez (d. 1962)
- 1907: John McIntire, actor american (d. 1991)
- 1921: Temistocle Popa, compozitor român (d. 2013)
- 1926: Nicolae Simionescu, medic român (d. 1995)
- 1931: Martinus J. G. Veltman, fizician olandez, laureat al Premiului Nobel (d. 2021)
- 1936: Cristian Petru Bălan, prozator, poet și dramaturg român
- 1936: Sergiu Pavel Dan, critic și istoric literar, eseist și traducător român ( d .2021)

- 1941: Krzysztof Kieslowski, regizor polonez (d. 1996)
- 1948: Ioan Cărmăzan, regizor, scenarist și scriitor român
- 1951: Corneliu Ion, trăgător român de tir
- 1976: Wagner Moura, actor brazilian

## Decese
- 1574: Giorgio Vasari, pictor, architect și istoric de artă italian (n. 1511)
- 1793: Johann August Ephraim Goeze, zoolog german (n. 1731)
- 1829: James Smithson, fondatorul „Institutului Smithsonian” (n. 1765)
- 1831: Sophie Germain, matematiciană franceză (n. 1776)
- 1844: Joseph Smith, Jr., fondatorul mormonismului (n. 1805)
- 1881: Jules Armand Dufaure, politician francez, al 33-lea Prim-ministru al Franței (n. 1798)
- 1953: Ioan Suciu, episcop român unit, deținut politic (n. 1907)
- 1976: Ion Dumitrescu, istoric literar român (n. 1914)
- 1989: Michele Lupo, regizor italian de filme (n. 1932)
- 1992: Corneliu Sturzu, poet și eseist român (n. 1935)
- 2007: [[Géza Domokos], scriitor și om politic român de etnie maghiară (n. 1928)
- 2016: Bud Spencer, actor și fost înotător olimpic italian (n. 1929)
- 2016: Alvin Toffler, scriitor și futurolog american (n. 1928)
- 2017: Michael Nyqvist, actor suedez (n. 1960)
- 2018: Joe Jackson, manager american (n. 1928)
- 2020: Dumitru Comănescu, inginer agronom român, cel mai vârstnic bărbat din lume (n. 1908)
- 2020: Mihai Romilă, fotbalist și antrenor român (n. 1950)

## Sărbători
- Sf. Cuv. Samson, primitorul de străini (calendar ortodox)
- Sf. Mironosiță Ioana (calendar ortodox)
- Sf. Chiril din Alexandria, episcop, învățător al Bisericii (calendar romano-catolic)

- Ziua Mondială a Pescuitului

- Djibouti: Ziua Națională a Republicii